# みなとみらい号
みなとみらい号（みなとみらいごう）は、かつて埼玉高速鉄道・東京急行電鉄（現：東急電鉄）・東京都交通局の車両をそれぞれ使用して、埼玉高速鉄道線浦和美園駅（東京地下鉄〈東京メトロ〉南北線・東急目黒線経由）・東京地下鉄日比谷線北千住駅・都営地下鉄三田線高島平駅（東急目黒線経由）から、東急東横線を経由して横浜高速鉄道みなとみらい線元町・中華街駅までの間を運行していた臨時列車の愛称である。2011年12月以降運転実績はない。
なお、本項では「みなとみらい号」の前身である「横浜みらい号」、ならびに接続臨時列車「みなとみらいリレー号」についても記述する。
みなとみらい線と東京の地下鉄方面間を乗り換えなしで結ぶ唯一の列車であったが、みなとみらい線では2013年3月16日より東急東横線を介して東京メトロ副都心線方面への定期列車による相互直通運転を開始している。

## 歴史

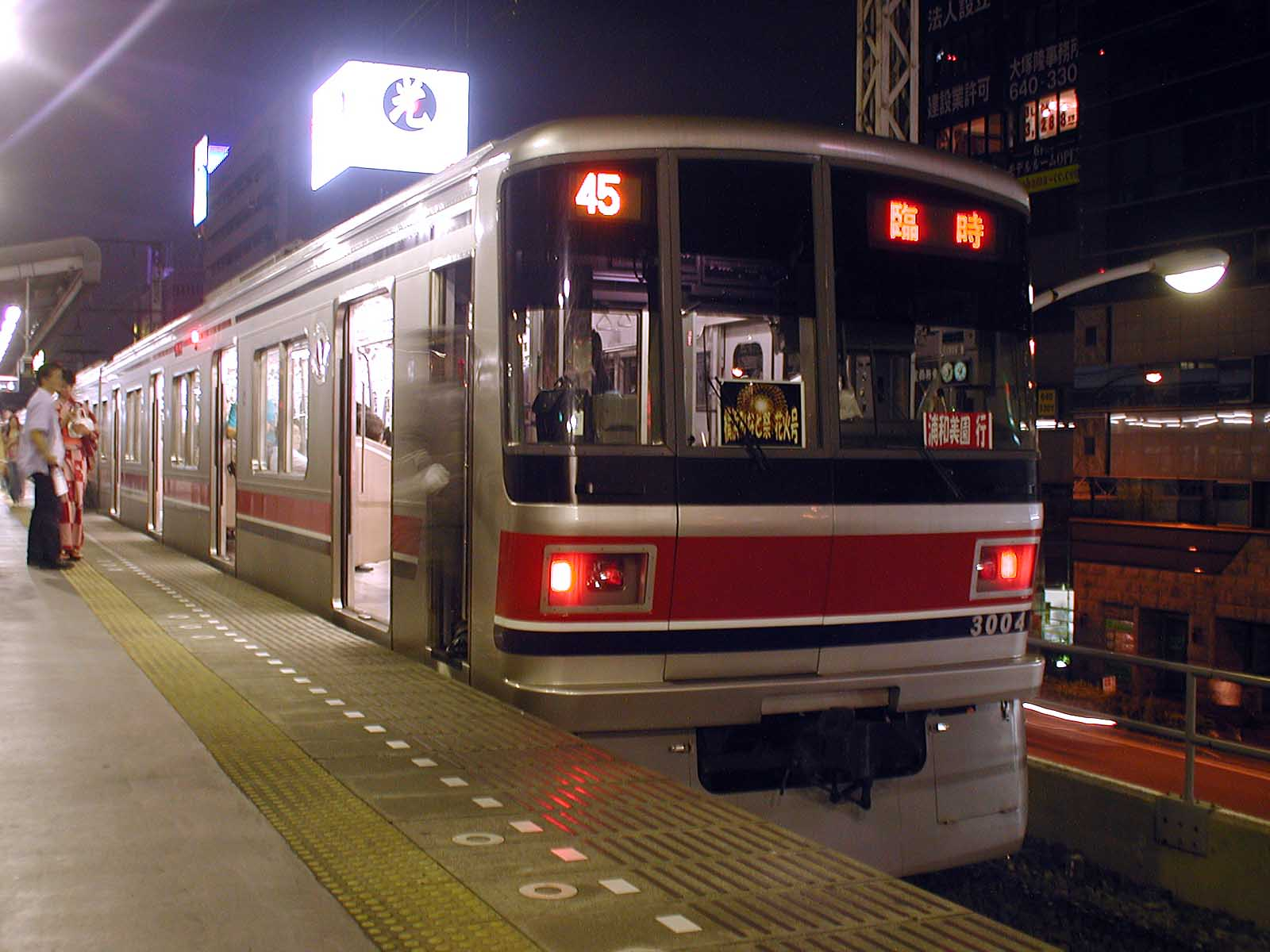
みなとみらい号の前身「横浜みなと祭花火号」（2003年7月20日 桜木町駅）

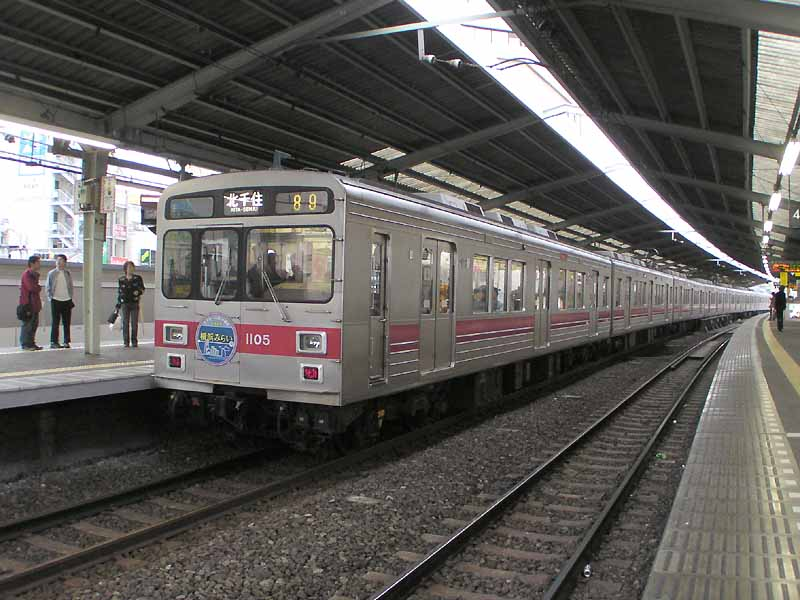
みなとみらい号の前身「横浜みらい号」（2004年5月5日 自由が丘駅）

### 「横浜みらい号」
最初に運転されたのは、2004年（平成16年）5月4日・5日に東急1000系を使用した「横浜みらい号」である。運行区間は日比谷線北千住 - みなとみらい線元町・中華街間で、特筆すべきは日比谷線内を急行運転したことである。同線内を急行運転したのは帝都高速度交通営団（営団地下鉄）時代の2003年（平成15年）12月27日・28日・30日に運転された「東京ミレナリオ号」以来2例目である。また、この列車の運行に際してはヘッドマークも用意されていた。
参考：日比谷線内の停車駅
- 北千住駅 - 上野駅 - 仲御徒町駅 - 秋葉原駅 - 人形町駅 - 茅場町駅 - 八丁堀駅 - 東銀座駅 - 銀座駅 - 日比谷駅 - 霞ケ関駅 - 六本木駅 - 恵比寿駅 - 中目黒駅

※中目黒駅以降、東横線・みなとみらい線内は通勤特急停車駅で運行し、日吉駅で後続の特急を待避するとともに運行番号の変更も実施した。当時は前面の種別表示器が白地の無表示だったほか、側面の種別行先表示器を「臨時」として表示していた。なお、「東京ミレナリオ号」の停車駅は上記から仲御徒町・人形町・八丁堀・東銀座・霞ケ関・恵比寿を除いたものだった。

### 「みなとみらい号」

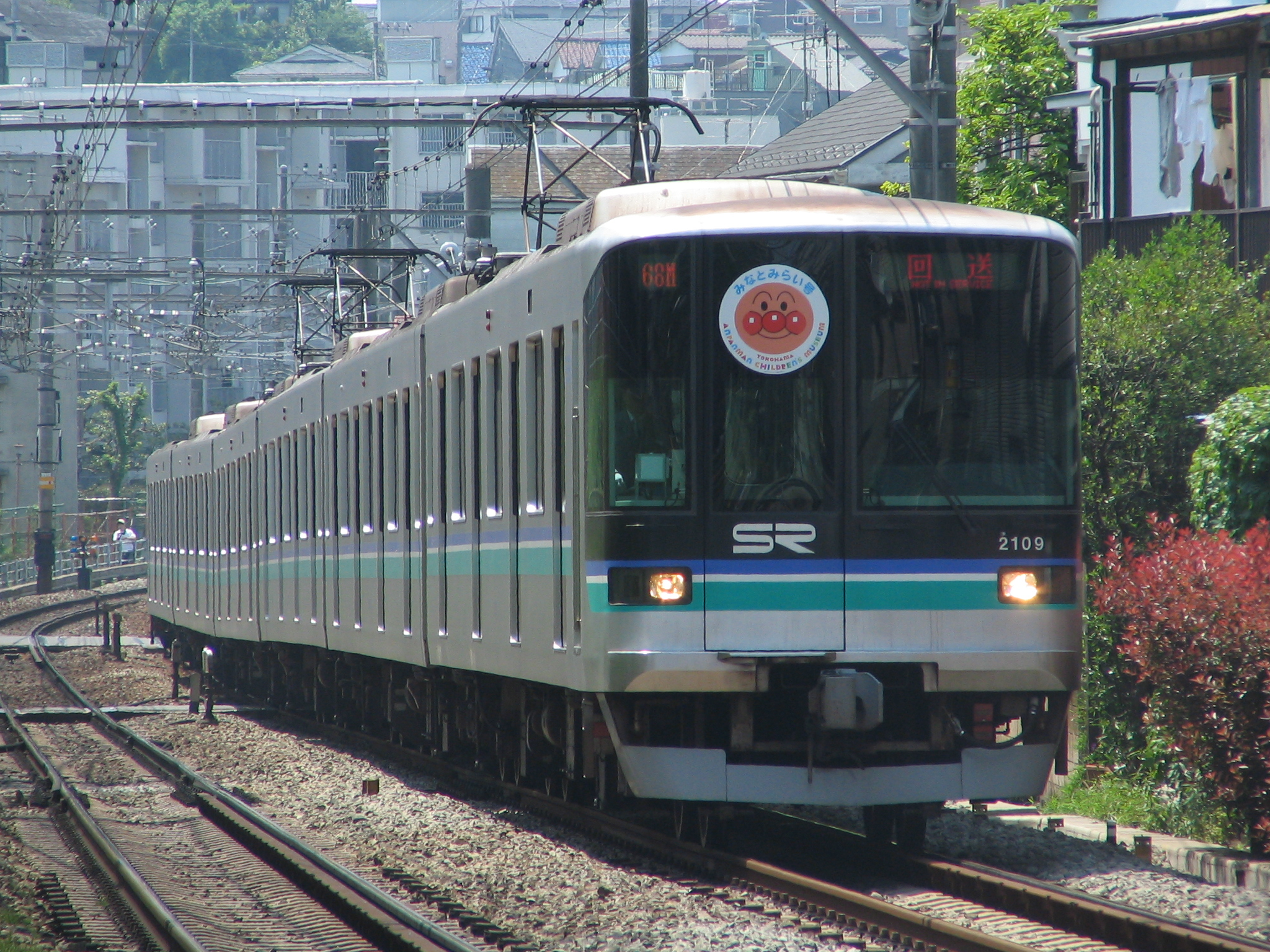
かつて設定されていた埼玉高速鉄道2000系「みなとみらい号」（回送列車）
（2007年5月5日 白楽 - 妙蓮寺）

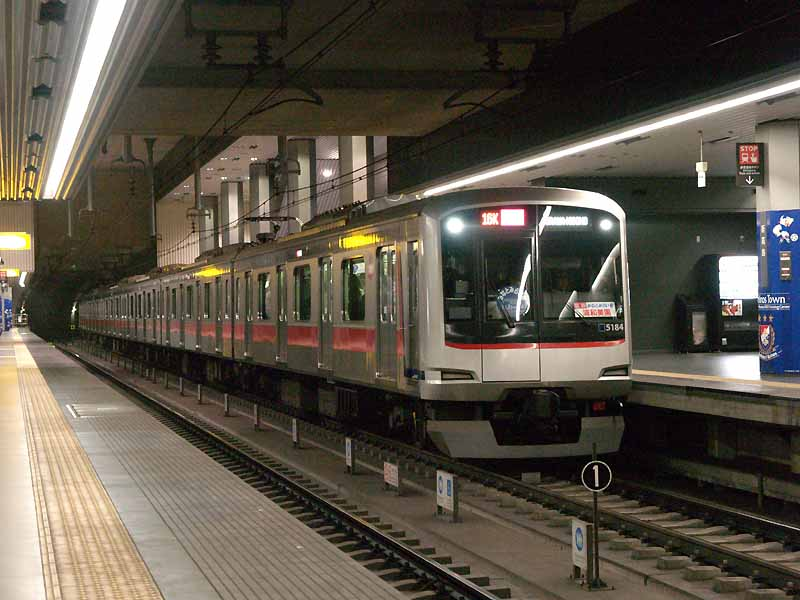
東急5080系「みなとみらい号」（2007年12月24日 新高島駅）

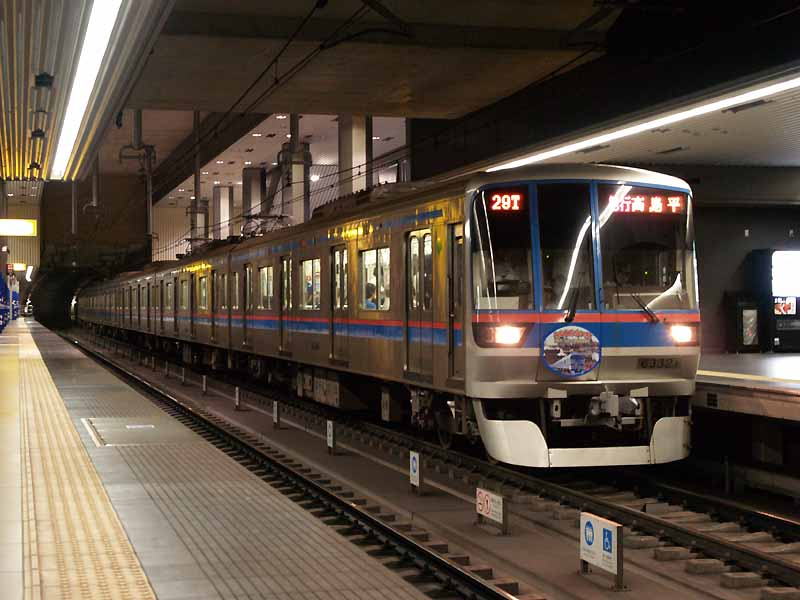
東京都交通局6300形「みなとみらい号」（2007年7月22日 新高島駅）

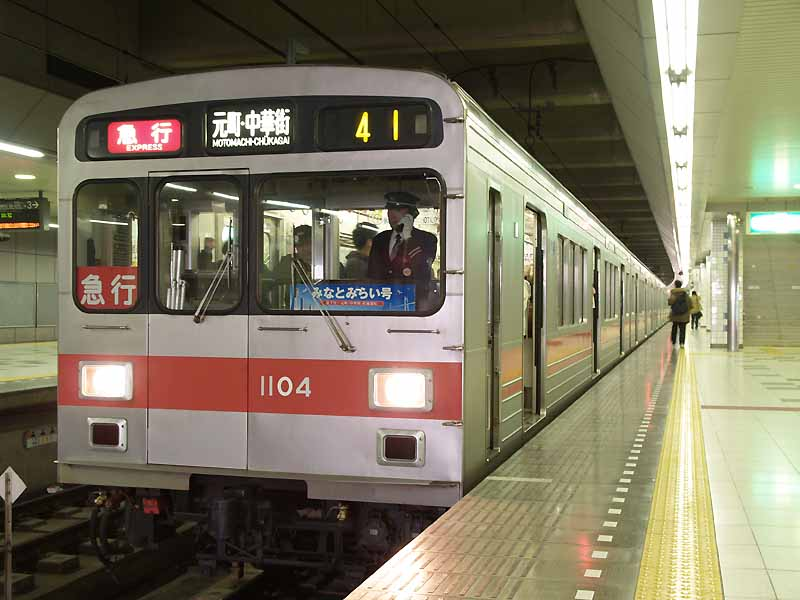
東急1000系「みなとみらい号」（2006年2月25日 日吉駅）

2004年8月22日の運転分より「横浜みらい号」から「みなとみらい号」に改称するとともに、ヘッドマークのデザインをそのままにして文字を「横浜みらい号」から「みなとみらい号」に変更した。また停車駅も変更され、東横線・みなとみらい線内が急行運転となった。
さらに同年12月23日からは都営三田線高島平から、同月25日には埼玉高速鉄道線浦和美園からの直通運転がそれぞれ開始されるが、特筆されるのは、この2線からの乗り入れ車両が横浜高速鉄道の本来の相互直通先ではない車両（前者：都営6300形、後者〈当時〉：埼玉高速2000系）を使用していることである。両列車ともに吸盤取り付け式のヘッドマークが用意され、高島平発着のものと浦和美園発着のものでは図柄が異なる。なお、以前にも2003年7月20日に埼玉高速鉄道線浦和美園から東急東横線桜木町まで「横浜みなと祭花火号」を運転していたことがある。使用車両は東急3000系。この時は桜木町行のプレートを掲出した。
2005年（平成17年）以降は、おおむね1 - 3か月に一度の割合で各線より運転され、特にみなとみらい線開業月の2月を筆頭に春の大型連休、夏休み、クリスマス期間に運転される機会が多い。なお、同年7月17日には横浜みなと祭国際花火大会の開催に併せて初の試みとして北千住・高島平・浦和美園から3種同時に（東横線・みなとみらい線内は15分間隔で）「みなとみらい号」が運転された（2006年・2008年にも実施）。なお、同催事が雨天などで運転日に実施できない場合は東京湾大華火祭直通臨時列車（ - 2006年）と同様に予備日には運転されないことになっているが、東急東横線内の臨時ダイヤは実施される。ただし、これは片道（往路）のみの運転で、復路は回送列車として運行された。また、この日より北千住発着列車のヘッドマークが前後で異なる新様式となった（2007年は開催日の7月15日が台風4号の接近に伴い中止となり、予備日だった翌16日も運休）。また、2006年（平成18年）2月4日にも2回目の3種同時運転が行われたが、これは横浜高速鉄道みなとみらい線の2周年記念イベントの一環である。なお、この運転より北千住発の「みなとみらい号」のヘッドマークが再度変更され、横長の小型のものになった。
2007年（平成19年）は後述するイベントの関連で通常のヘッドマークと異なり、2月 - 3月上旬運転分は『ドラえもん』、4月中旬 - 5月上旬運転分は『アンパンマン』の特製ヘッドマークを掲出した。また、後者で初めてみなとみらい線内を各駅停車で運転したことで、通常急行が停車しない新高島駅（横浜アンパンマンこどもミュージアム下車駅）にも停車した。同年7月 - 8月運転分以降も同駅に停車している。なお、2007年7月から浦和美園発の列車の車種が埼玉高速2000系から東急5080系に変更された（ただし7月15日分は運転中止）。また高島平・浦和美園両発着列車のヘッドマークが新しくなり、前者は吸盤取り付けから外付け（使用車両の都営6300形も写っている）に、後者は車種変更によりステッカーから吸盤取り付けにそれぞれ改められている。また、同年10月にもイベント関連で運転されていたが、この回では通常のヘッドマークが装着されていた。
2008年（平成20年）6月22日に目黒線武蔵小杉 - 日吉間が延長されたことで運行規模が若干縮小され、同年7月運行分からは上り列車の設定がなくなって3方向からの下り列車のみとなった。高島平発と浦和美園発は通常急行が停車しない元住吉駅に停車して特急を待避するように設定されたため、目黒線の日吉駅延長後も田園調布駅での転線が継続された。東横線・みなとみらい線内は約30分間隔で運行される。12月23日の運転では横浜での夜景観賞をターゲットとして、3方向同日運行ながら運行時間帯が午後にシフトされている。
2009年（平成21年）7月25日の運行分よりヘッドマークのデザインが変更され、それまで各社局で違っていたものが行先部分を除き統一された。12月23日の運転では前年に引き続いて午後に運行、東横線・みなとみらい線内は約60分間隔で運行された。
2011年（平成23年）12月24日の運行を最後に、翌年以降は臨時列車が設定されていない。

### 「みなとみらいリレー号」
2005年2月11日には、高島平発着の当列車を運転する際に南北線王子神谷 - 白金高輪間で「みなとみらいリレー号」が9000系で運転され、白金高輪で高島平発着の列車に接続した。この列車にも吸盤取り付け式の特製ヘッドマークが用意されていた。
2009年7月25日には4年ぶりに南北線に「みなとみらいリレー号」が設定され、浦和美園発白金高輪行で運行された。ヘッドマークは用意されたが、臨時ダイヤではなく、通常ダイヤの各駅停車をリレー号に仕立てたものだった。

## 停車駅
浦和美園・高島平発着の列車は、東急目黒線が急行運転を開始するまで両列車ともに埼玉高速鉄道線・南北線・都営三田線・目黒線内は各駅に停車し、東横線とみなとみらい線内は急行停車駅に停車していた。東横線・みなとみらい線内では下りは特急の後追い、上りは特急の前を走っていた。しかし、2006年9月24日から東横線の車両基地である元住吉検車区がある元住吉駅が高架化された関係で武蔵小杉駅での目黒線 - 東横線相互間の転線が以降不可能となったため、同年12月運転分から目黒線系統の「みなとみらい号」は同線内を初めて急行運転することになり、また目黒線から東横線への転線も田園調布駅での実施に変更した上で、停車駅も埼玉高速・東京メトロ・都営線内は各駅停車、東急・みなとみらい線内は急行運転に変更されている。
その後2007年4月運転分から北千住発着列車について日比谷線内を各駅停車としたほか、みなとみらい線内も各駅停車とされた。なお、同年8月運転分まで日比谷線系統の日吉待避は継続していたが、同月23日から同駅2・3番線が目黒線用となりホームドアが設置されて構造上日比谷線系統の待避ができなくなったため、同年10月運転分から元住吉駅にも停車している（目黒線系統は同月27日に運行された浦和美園行のみ同駅に臨時停車）。さらに目黒線が日吉駅に延長した2008年7月運転分より同線から東横線への転線を日吉駅に一旦変更した。

## 使用車両

### 「横浜みらい号」→「みなとみらい号」
- 日比谷線北千住発着列車
  - 東急1000系
- 都営三田線高島平発着列車
  - 東京都交通局6300形
- 埼玉高速鉄道線浦和美園発着列車
  - 埼玉高速鉄道2000系（ - 2007年5月）
  - 東急5080系（2007年7月 - 、ただし同年7月は台風により運転中止）

### 「みなとみらいリレー号」
- 南北線王子神谷発着列車
  - 東京メトロ9000系（2005年2月）
- 埼玉高速鉄道線浦和美園発着列車
  - 東急5080系（2009年7月、転落防止幌装備編成のみ）

## 運転日の記録

### 「横浜みらい号」（北千住発着列車）
- 2004年5月4日・5日

### 「みなとみらい号」

#### 北千住発着列車
- 2004年
  - 8月22日・29日[1]、10月10日・11日、12月26日
- 2005年
  - 2月13日・27日、4月30日、7月23日、8月20日、9月25日、10月8日、12月24日
- 2006年
  - 2月25日、4月1日、5月3日、8月19日、12月16日
- 2007年
  - 2月3日、4月21日、8月4日、10月28日、12月23日
- 2008年
  - 2月9日、5月5日
- 2009年
  - 5月4日、7月25日
- 2010年
  - 12月23日

##### 備考
- 2006年2月25日の運転では、先頭車の前面に「急行」プレートが掲出された。
- 2007年8月23日のダイヤ改正で日吉駅の2・3番線ホームが一時使用停止となった後、2008年6月22日から2・3番線ホームは目黒線専用になったため、2007年10月以降は元住吉駅で特急を待避する。
- 2009年5月4日の運転では、当時横浜港エリアで開催されていた「開国博Y150」に合わせて同イベントのマスコット「たねまる」が描かれたヘッドマークを装着した（5月5日運転の高島平発および浦和美園発にも装着）。

#### 高島平発着列車
- 2004年
  - 12月23日
- 2005年
  - 2月11日、3月26日、4月3日・29日、5月4日、8月21日・28日、9月24日、10月1日・9日、12月23日
- 2006年
  - 2月18日、3月25日、4月29日、5月5日、7月15日、8月26日、12月23日
- 2007年
  - 3月3日、4月28日、7月22日、10月27日、12月22日
- 2008年
  - 2月10日、5月3日
- 2009年
  - 5月5日、7月25日

#### 浦和美園発着列車
- 2004年
  - 12月25日
- 2005年
  - 2月12日・26日、4月2日、5月5日、7月24日、8月27日、9月23日、10月2日・10日、12月25日
- 2006年
  - 2月11日、5月4日、8月5日、12月24日
- 2007年
  - 2月17日、5月5日、10月27日、12月24日
- 2008年
  - 2月11日、5月3日
- 2009年
  - 5月5日
- 2010年
  - 12月23日

##### 備考
- 2006年12月24日の運転から、目黒線から東横線への転線をこれまでの武蔵小杉から田園調布に変更した。その後2008年7月より田園調布から日吉に、2011年12月に日吉から田園調布に変更している。
- 2007年5月5日の運転では、混雑対策として下り渋谷10時8分発武蔵小杉行各駅停車を終着・武蔵小杉から急行元町・中華街行に運用変更して浦和美園発の「みなとみらい号」の前を走らせ、先頭車の前面に『アンパンマン』のヘッドマークを装着した。また、渋谷10時15分と10時30分発の元町・中華街行特急も新高島駅に臨時停車させた。
- 浦和美園・高島平両駅発着便が同じ日に設定されたことがあり、次のようなダイヤが構成された。
  - 2007年10月27日の運転では、浦和美園発と高島平行は単独運行時のダイヤを踏襲、対となる元町・中華街発浦和美園行の運行時間帯を繰り上げ（元町・中華街14:56発）、高島平発元町・中華街行を遅くした（高島平12:52発）。この時、浦和美園行は特急待避のため元住吉に臨時停車した。
  - 2008年5月3日の運転では、高島平発着便は単独運行時のダイヤのままとしたが、浦和美園発着便は単独運行時より1時間繰り下げて設定された（浦和美園10:12発／元町・中華街17:57発）。このため、待機場所の奥沢検車区では両系統の「みなとみらい号」が並び、区間によっては営業列車と回送列車でみなとみらい号同士がすれ違う光景が見られた。
  - 2009年5月5日の運転では、高島平発は単独運行時のダイヤのままとし、浦和美園発は単独運行時より30分繰り下げて設定された（浦和美園9:04発）。ただし元町・中華街発は設定されず、復路は回送列車として運行された。
- 2010年12月23日・2011年12月24日の運転では、高島平発の設定がなく、三田線から利用する場合は西高島平13時11分発の日吉行に乗車し、白金高輪で乗り換えることとなる。

#### 3方向同時運転（往路のみの運転）
- 2005年
  - 7月17日
- 2006年
  - 2月4日、7月16日
- 2007年
  - 7月15日に運転される予定だったが、台風の接近に伴い運転中止となった。
- 2008年
  - 7月20日、12月23日
- 2009年
  - 2月7日、12月23日
- 2011年
  - 12月24日

### 「みなとみらいリレー号」（南北線・埼玉高速線発着列車）
- 2005年
  - 2月11日（王子神谷発着）

2007年夏季（7月15日を除く）は高島平と北千住からのみの運行だったが、埼玉高速鉄道線・南北線からの接続臨時列車の運行は行われなかった。
- 2009年
  - 7月25日（浦和美園発）

## 特記事項
- 2005年7月23日に運転予定だった復路の北千住行は、東急東横線内を走行中に関東地方で千葉県北西部地震が発生したため、元住吉駅で運転を打ち切った。なお、同駅は2007年10月28日運転分から停車している。
- 2007年7月15日に運転される予定だった3種同時運転は、台風接近に伴う第52回みなと祭横浜国際花火大会の開催中止決定を受けて運休となり、翌16日も運休となった。なお、2009年7月の3種同時運転は、当初から「開国博Y150」開催に際して花火大会自体が開催されないため、「Aloha YOKOHAMA 2009」へのアクセスとして運行された。

## 記念イベント
- 東京都交通局では、2005年12月に高島平発着の「みなとみらい号」1周年を記念してレストラン船「ロイヤルウイング」のクルーズを抽選でプレゼントする企画を開催していた。その後も「みなとみらい号」が運転する度に車内で賞品がもらえるイベントを実施している（2007年10月運転分は実施なし）。
- 2007年と2008年2月の運転分は映画『ドラえもん』とのタイアップ企画として運転された。また、2007年4月・5月運転分は新高島駅付近に同年4月20日にオープンした横浜アンパンマンこどもミュージアムとタイアップするために同駅に停車させる必要があり、みなとみらい線内は初めて往・復路とも各駅停車として運転され、以降の運転分でも同駅に停車している。また、同年10月運転分は『シナモンハッピーハロウィーン』とのタイアップのために運転された。
- 2007年以降の12月運転分は、「横浜クリスマス夜景」とのコラボレーションで運転された。